# 리족
리족(중국어: 黎族, 영어: Hlai / Li, 중국조선어: 려족)은 중화인민공화국의 56개 소수민족 중 하나이다. 인구는 약 130만 명 가량이며, 94%의 인구가 하이난섬에 모여 산다.  1957년 이래 로마자로 표기되는 리어라는 고유의 언어를 쓴다. 민족으로서의 자칭명은 흘라이(Hlai) 또는 사이(Sai)라고 부르는데, 한자로는 賽、孝、岐、美孚、本地 등으로 표기된다.

## 역사
고대 중국 남부에서 베트남에 이르는 지역에 살고 있던 백월(百越)의 분파인 낙월(駱越)이 진,한시대에 이주하여 리족이 형성되었다고 한다. 가까운 민족에는 수족(水族)이 있다. 《사기》의 주석서인 《정의》에는 리족의 고대 명칭으로 추측되기도 하는 구려라는 민족 명칭이 등장한다. 《사기》에 기록된 구려는 산둥 반도 및 장쑤성 일대에 거주하던 민족이다.
리족은 예부터 한족과 교류가 융성했으며, 근대에는 국공내전 때 공산당 편에 섰기 때문에, 베이징 중앙정부로부터 후대받는 소수민족이다. 반면 중일전쟁 때는 일본군에게 잠시 점령당하여 고초를 겪기도 하였다. 리족들은 다른 소수민족과 마찬가지로 중국어를 잘 구사한다.

## 문화
꺼우샤오(口箫) 또는 리라루오(利拉罗)라고 부르는 관악기를 이용한 음악이 있으며, 예부터 면과 마를 이용해 의복을 만드는 직물에 능했다고 한다.
귀신(鬼神)이라고 부르는 정령적 존재에 대한 애니미즘 신앙이 존재하여, 음력 3월 3일에 삼월삼(三月三)이라고 부르는 제례의식을 행한다. 쌀로 만든 죽등을 주식으로 하며, 전통 요리로는 대통에 쌀을 넣어 찐 대통밥 등이 있다. 2006년에는 리족을 소재로 한 영화 《青檳榔之味》가 제작되기도 했다.

## 같이 보기
- 중국소수민족
- 구려